# Nazzareno Mandolesi
Nazzareno Mandolesi (31 de agosto de 1944) é um astrofísico italiano.
Mandolesi obteve o bacharelado em 1969 na Universidade de Bolonha. Foi professor da Universidade de Ferrara e diretor de pesquisas do Istituto Nazionale di Astrofisica (INAF).
Mandolesi foi cientista dirigente do Telescópio Espacial Planck.
Recebeu a Medalha Amaldi de 2014 e o Prêmio Edison Volta de 2015. Recebeu em 2018 juntamente com Jean-Loup Puget e a equipe do Telescópio Espacial Planck o Prêmio Gruber de Cosmologia.